# ボカン伝説 ブタもおだてりゃドロンボー
『ボカン伝説 ブタもおだてりゃドロンボー』は、2000年4月27日にバンプレストから発売されたワンダースワン用ゲームソフトである。

## 概要
『ヤッターマン』に登場した三悪・ドロンボー一味を主人公としたRPG。ドクロベエの指令を受け、インチキ商売や戦闘で悪玉メカをカスタマイズしながら、『タイムボカンシリーズ』の歴代善玉達との戦いを繰り広げる。
ゲームの流れはテレビアニメの1話分を踏襲した構成となっており、ワンダースワン作品としては珍しく、随所で音声が流れる。

## あらすじ
貧乏な生活を送るドロンボー一味に久しぶりにドクロベエから指令が下った。その指令は地球をまるごと買うことができてしまうほどの大金塊、略して「地球まる金」を入手することだという。しかし「地球まる金」を見つけ出すためには「Tパーツ」といわれるアイテムを見つけ出さねばならない。
「地球まる金」の折半という申し出を受け、出動するドロンボー一味。一方その様子を偵察していたヤッターマンもドロンボーの復活に再び動き出すのであった。
行く先々に現れる善玉と戦うドロンボー一味、果たして「地球まる金」の行方は!?

## ゲームモード
はじめから
ゲームを開始する。2周目以降、好きなステージから開始できる。
コンティニュー
ドクロポイントでセーブしたところから、続きを開始できる。
たいせん
通信ケーブルを使って、ワンダースワン同士で1vs1または3vs3で対戦できる。
スペシャル
ゲーム終了後に選択可能。バトル専用のスペシャルステージ。
パーツこうかん
通信ケーブルを使って、ワンダースワン同士でパーツを交換できる。
メカライブラリ
カスタマイズしたメカの一覧を見ることが出来る。
オプション
サウンドテストとデータ消去が出来る。

## ゲームの流れ
最終回を除き、アニメとほぼ同じフォーマットで繰り広げられる。
ドクロベエの指令
↓
インチキ商売
スロットで揃ったキャラクターに応じて、資金が入手できる。ドロンジョ、ボヤッキー、トンズラーの順で低くなる。
↓
出発準備・カスタマイズ
メカをカスタマイズして強化する。タイムリース社で購入したり、戦闘で入手したパーツをメカに組み込むことが出来る。パーツの種類により、メカの外装の変化にも影響を与える。パーツはパーツ強化アイテムにより、さらに強化出来る。2周目以降、特定のパーツを組み込むことにより善玉メカに外装を変化できる。
↓
情報収集
フィールド画面にてドロンボー一味を操作し、情報を収集する。
↓
目的発見・善玉との対決
建物やダンジョンを探索する。ゴングマンと接触すると、ゾロメカとの戦闘になる。袋小路にいるドッチデモイイゾウに触れると、強化されたゾロメカとの戦闘になる。ドクロポイントにてセーブ可能。ゲームオーバーになった場合、セーブしたところから再開になる。
↓
お仕置き
A、B、Cの3つのコースに別れ、選んだコースによりレベルが上がる。括弧内は上昇するキャラ。
アッチッチのお仕置き（ドロンジョ）
ゴロゴロのお仕置き（ボヤッキー）
アップップのお仕置き（トンズラー）
2周目以降、インチキ商売とお仕置きはカットされる。

## 登場作品とメカ
タイムボカン
- メカブトン
- ドタバッタン
- クワガッタン
- メカゴリラ
- 海亀メカ
- タヌキメカ
- ダチョウメカ
- ウサギメカ
- カンガルーメカ
- サイメカ

ヤッターマン
- ヤッターワン
- ヤッターペリカン
- ヤッターアンコウ
- ヤッターブル
- ヤッタードジラ
- ヤッターパンダ
- ヤッターキング
- ダイドコロン - 初期の登場機体
- ケーキメカ
- アマガサッパー
- ウンドバット
- オーケストラン
- サボカズラー
- イレバルーン
- トンカチーン
- タイムウォッチン
- ギンギラーギン
- チクオンカー
- ガードローラー
- AFOメカ
- ダイコハッパー
- バリカンダーメカ
- チンチクリンメカ
- ボールタンク
- ヨロイカブトン
- ハイジャッキー
- カリコミサファリー
- メンドウタンク
- メカカマト
- ガソリンカー
- ブックタンク

ゼンダマン
- ゼンダライオン
- ゼンダモグラ
- ゼンダゴリラ
- モアイモアイ
- バレテノンメカ
- アクダライオン
- チャンバラン
- 恐竜メカ

タイムパトロール隊オタスケマン
- オタスケキンタ
- オタスケアシカ
- オタスケウータン
- ひょっとこメカ
- カッパライ
- ジュゴンメカ

ヤットデタマン
- 大巨神
- 大天馬
- 大馬神
- ベースボールマシン
- ケンカウリマスメカ
- グリフォンぬえメカ

逆転イッパツマン
- イッパツマン
- 逆転王
- 三冠王
- イルミナー
- ソージスラー
- 少林拳メカ

イタダキマン
- イタダキマン
- イタダキマン（2段変身）
- カブトゼミ
- 妖怪ネズミ
- 妖怪アンコウ
- 馬メカ

オリジナル
- ドクロベエメカ - 『ボカンですよ』に登場したメカ。
- ドクロベエメカ2 - 上記の強化版。
- ドロンボータンク - 本作オリジナルメカ。

## アイテム

### 回復アイテム
HPかいふく
HPが回復する。
SPかいふく
SPが回復する。

### パーツ強化アイテム
エネルギーの素
パーツのSP能力値を1上昇させる。
命の素
パーツのHP能力値を1上昇させる。
軽いネジ
パーツの早さ能力値を1上昇させる。
守りのコイル
パーツの防御能力値を1上昇させる。
強さのバネ
パーツの攻撃能力値を1上昇させる。

## サブタイトル
| 話数 | 初出                           | ボス           |
| ---- | ------------------------------ | -------------- |
| 1    | ドロンボー大復活!!             | ヤッターマン   |
| 2    | 進め! プジィプと調査団         | イッパツマン   |
| 3    | 海底都市だよ! アタランデス     | ヤッターマン   |
| 4    | ナヨタケ里のかぐや姫!          | タイムボカン   |
| 5    | 新説? イタレア恋ものがたり     | オタスケマン   |
| 6    | テキラホマ 幻の遺跡発見記      | ヤッターマン   |
| 7    | フシーギ国のドロンボー!?       | ゼンダマン     |
| 8    | サトミ国発見伝!!               | ヤッターマン   |
| 9    | 驚き! 謎のベースター島         | ヤットデタマン |
| 10   | コオリャン島の雪山伝説!!       | ゼンダマン     |
| 11   | 父をたずねて天上島!?           | イタダキマン   |
| 12   | ここがビックリ! ぎょうてん島!? |                |
| 13   | 輝け! 逆襲のドロンボー!!       |                |